# Château de Bellerive

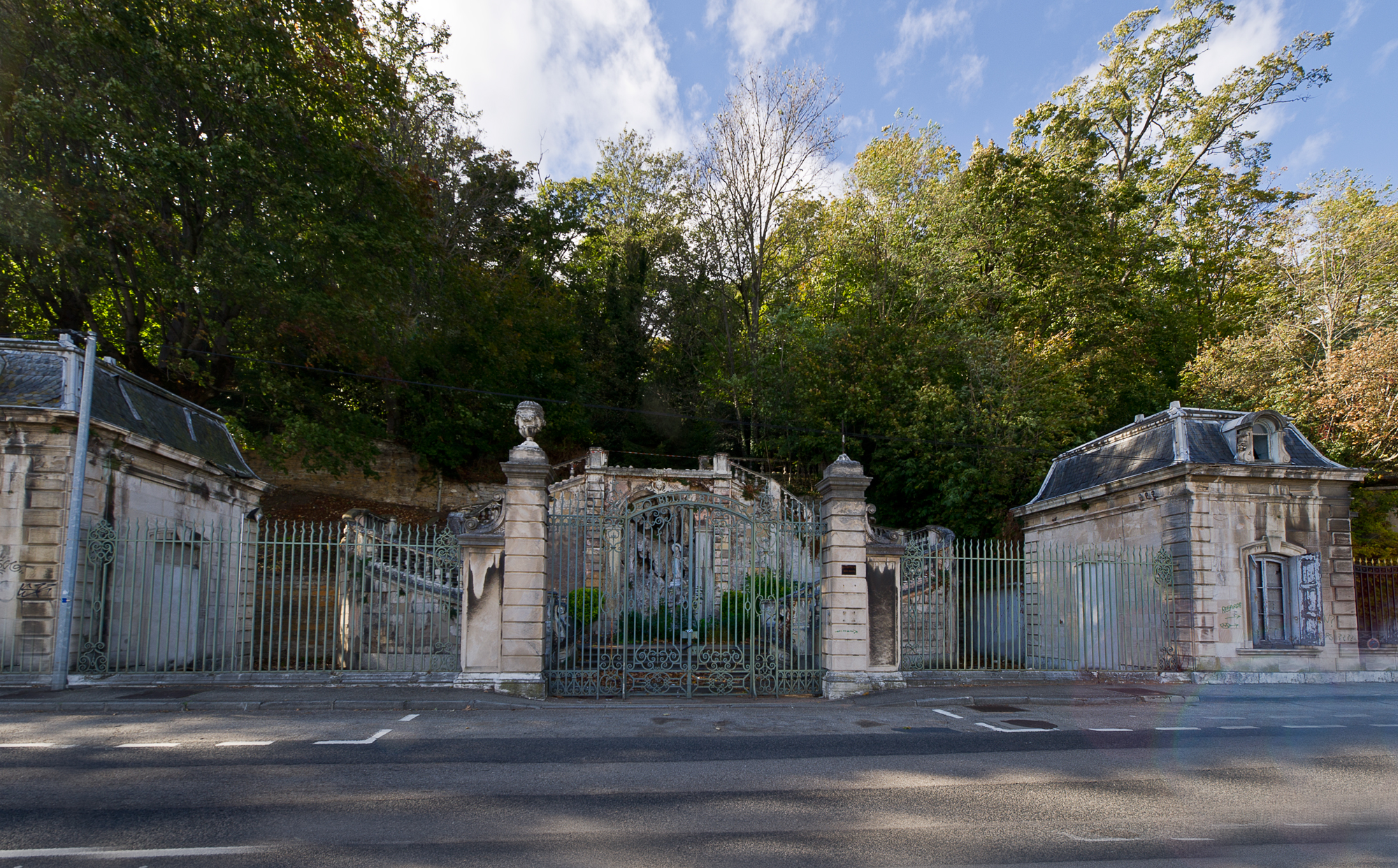
Château de Bellerive, 29, 29b quai Jean-Jacques-Rousseau

Le château de Bellerive est un château genevois situé sur le territoire de la commune de Collonge-Bellerive, en Suisse.

## Histoire
Le château a été construit entre 1668 et 1672 sur des parcelles appartenant au XVe siècle au XVIe siècle à la famille Journal, de Collonge. Il a été à l'origine d'une grave crise diplomatique entre les États de Savoie et Genève : quelques années après l'Escalade et malgré la signature du traité de Saint-Julien, les relations entre les deux entités restaient en effet mauvaises. Dans ce cadre, la décision de Genève d'augmenter l'impôt sur le sel transporté par le lac Léman entre la Bourgogne et la Savoie provoque la colère des Savoyards. Le duc de Savoie Charles-Emmanuel II de Savoie décide alors de faire construire un dépôt de sel sur ses propres terres afin que les transports puissent contourner Genève.
Cependant, le bâtiment construit dès 1666 ressemble rapidement plus à un château fort qu'à un simple dépôt de sel, en particulier avec ses deux tours, son port fermé par des chaînes et ses pièces d'artillerie. Cette construction, que tant Genève que Berne considèrent comme une violation du traité de Saint-Julien interdisant toute fortification aux abords de la ville de Genève ; la tension ne diminuera qu'après la mort du duc Charles-Emmanuel II et la décision de son successeur Victor-Amédée II de Savoie de modifier les plans du bâtiment pour le rendre plus conforme à sa destination de simple grenier fortifié.
Devenu domaine national en 1789 lors de la révolution française, le château fut vendu à des particuliers. Il est inscrit comme bien culturel d'importance nationale. Entre 2003 et 2019, il est la propriété des héritiers du prince Sadruddin Aga Khan, ancien Haut commissaire aux réfugiés auprès de l'Organisation des Nations unies. En 2019, il est racheté par Dinara Nazarbaïeva, la fille du président kazakh Noursoultan Nazarbaïev.

## Iconographie
Album Château de Bellerive du Centre d'Iconographie de Collonge-Bellerive.